# بیرس
بیرس (به اسپانیایی: Beires) دهستانی در استان آلمریای اسپانیا است.
در این دهستان ۱۲۶ نفر زندگی می‌کنند. مساحت این دهستان ۳۸٫۶۹ کیلومتر مربع است.